# Lalu R. Albarrán
Lalu Rodríguez Albarrán (Madrid?, segle XX) és una fotoperiodista i bibliotecària espanyola.
Practicà el futbol arribant a competir en Segona divisió estatal però l'abandonà per centrar-se en els seus estudis. Es llicencià en Biblioteconomia i Documentació i l'any 2003 creà el portal futbolfemenino.com, que tres anys més tard esdevingué futfem.com. El lloc web és el pioner en la informació del futbol femení a Espanya. Com a fotoperiodista ha documentat gràficament nombrosos partits de la Lliga femenina i de la Copa de la Reina. Destaca la fotografia que va fer a la final de la Supercopa d'Espanya de 2022, on les futbolistes del Futbol Club Barcelona, campió del torneig, van mantejar la futbolista de l'Atlètic de Madrid, Virginia Torrecilla, després d'haver superat un tumor cerebral i haver tornat a la competició. La imatge tingué ampli ressò a nivell mundial.